# Mankouopsap
Mankouopsap est un village du Cameroun situé dans le département du Noun et la Région de l'Ouest. Il fait partie de l'arrondissement de Massangam.

## Population
Principalement des Bamoun, on y a dénombré 109 personnes dont 64 hommes et 45 femmes lors du recensement de 2005.